# Henry L. Stimson
Henry Lewis Stimson (21 de septiembre de 1867-20 de octubre de 1950) fue un político de los Estados Unidos que ejerció los cargos de Secretario de Estado, Secretario de la Guerra y Gobernador general de Filipinas durante varias épocas y bajo distintos Presidentes. Perteneció al Partido Republicano de los Estados Unidos, actividad que ejercía a la vez de la profesión de abogado en Nueva York.

## Carrera profesional
Asistió a la Universidad de Yale y al Harvard Law School donde se graduó en derecho en 1890. Al año siguiente se unió al despacho de abogados Root&Clark de Wall Street, consiguiendo asociarse a él a los dos años, y donde recibió una fuerte influencia de Elihu Root, el Secretario de la Guerra del Presidente Theodore Roosevelt.

## Carrera política
En 1906 el presidente Theodore Roosevelt lo nombró fiscal general del Distrito Sur de Nueva York. Hizo una brillante carrera persiguiendo casos antimonopolio. Stimson fue derrotado como candidato por el Partido Republicano a gobernador de Nueva York en 1910.
Fue nombrado secretario de Guerra en 1911 bajo el presidente William Howard Taft. Continuó la reorganización del Ejército comenzada por Elihu Root, mejorando su eficacia fuertemente hasta la Primera Guerra Mundial. Apenas comenzada la guerra lideró el esfuerzo para ayudar a la población belga. Apenas Estados Unidos se convirtió en beligerante, sirvió en Francia como Oficial de Artillería, alcanzando el grado de Coronel en 1918.
El 4 de mayo de 1927, como representante del gobierno estadounidense del Presidente Calvin Coolidge que mantenía una fuerza militar de ocupación en Nicaragua en apoyo del presidente de facto, Adolfo Díaz, firmó con el general José María Moncada, jefe de las fuerzas armadas liberales que desde diciembre de 1926 luchaban por restaurar en el poder al presidente Juan Bautista Sacasa, derrocado por un golpe de Estado del general conservador Emiliano Chamorro, la Paz del Espino Negro que puso fin a la Guerra Constitucionalista.
Asimismo, después de que fue nombrado Gobernador General para las Filipinas, sucediendo al general Leonard Wood, cargo que ostentó desde 1927 a 1929, se opuso a la independencia filipina por la misma razón.
Desde 1929 a 1933 sirvió de secretario de Estado bajo el presidente Herbert Hoover. En 1929 desarmó el MI-8, la oficina de criptoanálisis del Departamento de Estado, diciendo "Los caballeros no leen la correspondencia de otros". Más tarde revertiría dicha medida autorizando la creación de MAGIC en 1930.
Desde 1930 a 1931 fue presidente de la Comisión Estadounidense a la Conferencia Naval de Londres. Al siguiente año, fue presidente de la Delegación de Estados Unidos a la Conferencia de Desarme de Ginebra. El mismo año, Estados Unidos creó la "Doctrina Stimson" como resultado de la invasión japonesa a Manchuria: Estados Unidos se negaba a reconocer cualquier situación o tratado creado como resultado de una acción agresiva.
Regresó a la vida privada al final de la administración Hoover.
En 1940 el presidente Franklin D. Roosevelt lo nombró de nuevo secretario de Guerra, donde expandió rápidamente el ejército a una fuerza de 10.000.000 de soldados. En ese cargo, redactó un memorándum con ocho medidas contra el Japón por sus avances en China y el Pacífico, las que finalmente fueron impuestas a ese país por el presidente Roosevelt. Se negó a que el ejército estadounidense arrojara bombas atómicas en Kioto.
Dejó el cargo al final de la guerra, en septiembre de 1945. Falleció el 20 de octubre de 1950 en su domicilio de Huntington en la costa norte de Long Island.